# Aliyu Abubakar
Aliyu Abubakar (Lagos, 15 giugno 1996) è un calciatore nigeriano, difensore del Negeri Sembilan.

## Carriera

### Club
Ha giocato nella prima divisione dei campionati finlandese, georgiano, bielorusso, ucraino e kazako.

### Nazionale
Nel 2013 ha giocato 5 partite nella nazionale nigeriana Under-17.

## Statistiche

### Presenze e reti nei club
Statistiche aggiornate al 24 giugno 2021.
| Stagione            | Squadra           | Campionato      | Campionato | Campionato | Coppe nazionali | Coppe nazionali | Coppe nazionali | Coppe continentali | Coppe continentali | Coppe continentali | Altre coppe | Altre coppe | Altre coppe | Totale | Totale |
| Stagione            | Squadra           | Comp            | Pres       | Reti       | Comp            | Pres            | Reti            | Comp               | Pres               | Reti               | Comp        | Pres        | Reti        | Pres   | Reti   |
| ------------------- | ----------------- | --------------- | ---------- | ---------- | --------------- | --------------- | --------------- | ------------------ | ------------------ | ------------------ | ----------- | ----------- | ----------- | ------ | ------ |
| 2016                | KuPS              | VL              | 25         | 0          | CF              | 1               | 0               |                    | -                  | -                  |             | -           | -           | 26     | 0      |
| 2017                | Dila Gori         | EL              | 19         | 0          | CG              | 2               | 0               |                    | -                  | -                  |             | -           | -           | 21     | 0      |
| 2018                | PS Kemi Kings     | VL              | 13         | 1          |                 | -               | -               |                    | -                  | -                  |             | -           | -           | 13     | 1      |
| 2018                | Sluck             | VL              | 11         | 0          | CB              | 2               | 0               |                    | -                  | -                  |             | -           | -           | 13     | 0      |
| 2019                | Sluck             | VL              | 12         | 0          |                 | -               | -               |                    | -                  | -                  |             | -           | -           | 12     | 0      |
| Totale Sluck        | Totale Sluck      | Totale Sluck    | 23         | 0          |                 | 2               | 0               |                    | -                  | -                  |             | -           | -           | 25     | 0      |
| lug. 2019-feb. 2020 | Olimpik Donec'k   | PL              | 2          | 0          |                 | -               | -               |                    | -                  | -                  |             | -           | -           | 2      | 0      |
| 2020                | Oqjetpes          | PL              | 1          | 0          |                 | -               | -               |                    | -                  | -                  |             | -           | -           | 1      | 0      |
| 2020                | Shahter Qaraǵandy | PL              | 11         | 0          |                 | -               | -               |                    | -                  | -                  |             | -           | -           | 11     | 0      |
| 2021                | Jetisý            | PL              | 3          | 0          |                 | -               | -               |                    | -                  | -                  |             | -           | -           | 3      | 0      |
| Totale carriera     | Totale carriera   | Totale carriera | 97         | 1          |                 | 5               | 0               |                    | -                  | -                  |             | -           | -           | 102    | 1      |